# 39712 Ehimedaigaku
39712 Ehimedaigaku este un asteroid din centura principală de asteroizi.

## Descriere
39712 Ehimedaigaku este un asteroid din centura principală de asteroizi. A fost descoperit pe 14 octombrie 1996 la Geisei de Tsutomu Seki. Asteroidul prezintă o orbită caracterizată de o semiaxă mare de 2,34 ua, o excentricitate de 0,18 și o înclinație de 3,5° în raport cu ecliptica.